# Ахахдере
Ахахдере (азерб. Axaxdərə, ахв. Вахъахъо) — село в Загатальском районе Азербайджана. Входит в состав Джарского муниципалитета.

## История
История возникновения поселения связана с тем, что в 1730 году 28 ахвахских воинов участвовали в захвате Ширвана под предводительством Чолак-Сурхая. В благодарность он подарил восьми ахвахцам земли на правой стороне речки Закатал. Они перевезли туда свои семьи, что и способствовало основанию селения.

## Население
В селе проживает 289 человек[когда?]. Основное население составляют ахвахцы. Это единственное андоязычное село во всём Азербайджане.
Основные занятия населения — зерноводство, табаководство, выращивание фундука, овощеводство, садоводство и животноводство.